# Héctor González Chaires
Héctor Manuel González Chaires es un exfutbolista mexicano que jugó de defensa. Debutó en 1989. En Primera División jugó 123 partidos, acumulando 8,632 minutos jugados y 3 goles anotados.

## Clubs
- Cruz Azul Hidalgo (1987 - 1989)
- Cruz Azul (1989 - 1993)
- Atlético Morelia (1993 - 1995)

- Datos: Q5906182